# Cordillera de Tian Shan
La cordillera de Tian Shan, montañas Tian Shan, montañas celestiales o simplemente Tian Shan (en chino, 天山; pinyin, Tiān Shān; literalmente, ‘montañas celestiales’; en mongol: Тэнгэр уул; en uigur: تەڭرى تاغ, Tengri Tagh, también transcrito como Tien) es una cordillera de Asia Central, localizada en la región fronteriza entre Kazajistán, Kirguistán y China. Es la sexta cordillera más alta después del Himalaya, los Andes, las Montañas Rocosas y la cordillera del Pamir y las montañas Hengduan.
El pico Jengish Chokusu—en kirguís: 'pico victoria'—, de 7439 m, el punto más alto de Kirguistán, situado en la frontera con China. El segundo pico más elevado es el Khan Tengri—en tártaro y mongol: 'Señor de los espíritus'—, de 7010 m, situado en la frontera entre Kazajistán y Kirguistán.
El nombre chino de las montañas Tien Shan puede derivar del nombre en xiongnu de las Montañas Qilian (祁连), que fueron descritas en el Shiji (Memorias históricas) como la patria de los yuezhi, y se ha dicho que se referían a esta cordillera en lugar de la cordillera localizada 1500 km más al este, que ahora se conoce por ese nombre. Las cercanas montañas Tannu-Ola (en tuvano: Таңды-Уула, romanizado: Tangdy-Uula) llevan el mismo nombre: «Montañas celestiales» o «montañas de Dios/Espíritu».

## Historia

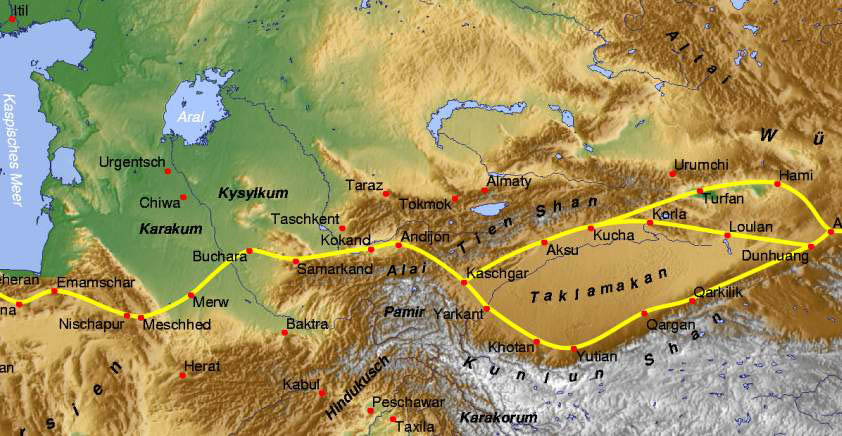
Las montañas Tian en un mapa y la antigua ruta de la Seda.

Las montañas Tian eran un paisaje de fondo de uno de los ramales de la ruta de la Seda, el ramal que bordeaba por el norte el desierto de Taklamakán en la cuenca de Tarim. Varias ciudades-oasis —Turfan, Yuli, Karasahr, Korla, Kuqa, Aksu, Bachu y Kashgar— se encuentran a los pies de la cara sur de las Tian Shan. En la ciudad china de Kasgar, en el extremo occidental de la cuenca del Tarim, esta ruta cortaba a través de las montañas de Tian Shan, bifurcándose hacia el norte y hacia Biskek, la capital de Kirguistán.
Uno de los primeros europeos que visitaron las montañas Tian Shan y el primero en describirlas en detalle fue el explorador ruso Piotr Semiónov-Tian-Shanski, que las visitó en la década de 1850.
Doscientos kilómetros al este de Biskek, las montañas Tian alrededor de Almaty son la cuna de Malus sieversii, recientemente confirmado como el ancestro común de todas las variedades de manzana (el nombre de Almaty o Alma-Ata, en kazajo, significa «el abuelo de las manzanas»).

## Geografía

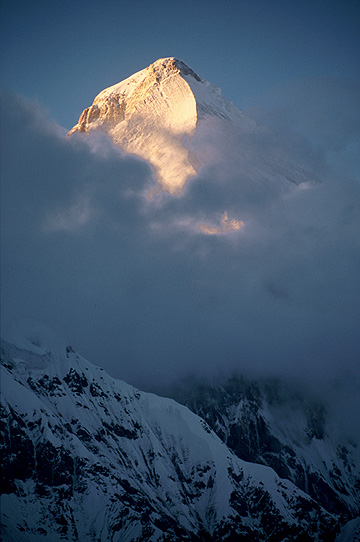
Pico Khan Tengri, el 2.º más alto del macizo.

La cadena se extiende de este a oeste desde Xinjiang, pasando por la frontera sur con Kazajistán y Kirguistán y termina uniéndose a la parte norte de las montañas de la cordillera del Pamir. De este a oeste, su longitud total es de 2500 km, con una anchura de norte a sur de entre 100 y 400 km. La longitud de la sección en territorio chino es de 1700 km, con dos tercios de la superficie total. En Kirguistán, las montañas Tian se encuentran al sureste del salado lago Issyk-Kul.
Los montes Tian se encuentran al norte y al oeste del desierto de Taklamakán y directamente al norte de la cuenca de Tarim; al norte y al este, se encuentran con las montañas Altái de Mongolia.
En la cartografía occidental, el extremo oriental de las Tian generalmente se entienden es justo al oeste de Urumchi, mientras que la cordillera que está al este de la ciudad se conoce como las montañas Bogda Shan. En la cartografía china, desde la dinastía Han hasta la actualidad, sin embargo, las montañas Tian también incluyen las cordilleras Bogda y Barkol.
La cordillera Tian son parte del cinturón orogénico del Himalaya, que se formó por la colisión de las placas tectónicas indoaustraliana y euroasiática en la era Cenozoica. Son una de las cordilleras más largas del Asia central y se extienden unos 2800 kilómetros al este desde Taskent en Uzbekistán.
El pico más alto en las montañas Tian es el Pico Jengish Chokusu, antes pico Pobedy, (del ruso: пик Победы) y en kirguís: Jengish Chokusu, que con 7439 m, es también el punto más alto de Kirguistán y de la frontera con China. El segundo pico más alto es el Khan Tengri (Señor de los Espíritus), a ambos lados de la frontera Kazajistán-Kirguistán, que con 7010 m es el punto más alto de Kazajistán. Los alpinistas clasifican estos dos picos como los más septentrionales de los de más de 7000 m den el mundo. La altitud media de 4000 m.
El paso de Torugart, a 3752 m, se encuentra en la frontera entre Kirguistán y la provincia china de Xinjiang. Las cordilleras boscosas de Alatau, que están a menor altitud en la parte norte de las Tian Shan, están habitadas por tribus de pastores que hablan lenguas pertenecientes al grupo de las lenguas túrquicas.
Los montes Tian están separados de la meseta del Tíbet por el desierto de Taklamakán y la cuenca del Tarim al sur, áreas extremadamente áridas pues las montañas no dejan pasar las nubes, por lo que apenas llueve.

### Cordilleras del Tian Shan

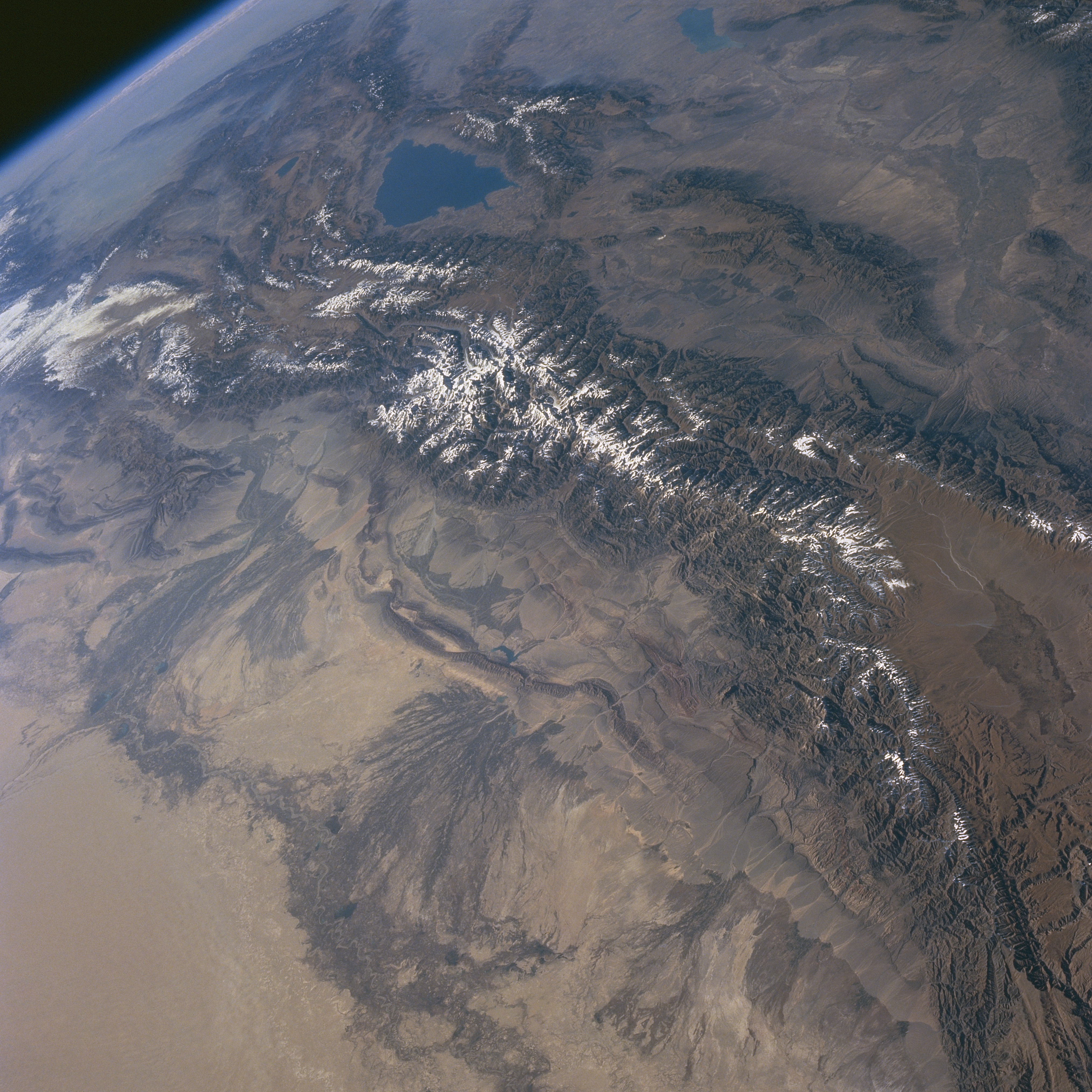
Las montañas de Tian Shan desde el espacio, octubre de 1997, con el lago Issyk-Kul en Kirguistán en el extremo norte

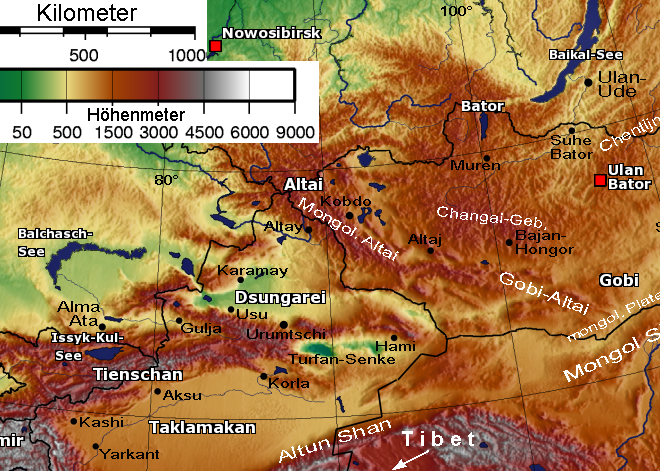
Mapa de la región, con los montes Tian en la izquierda, en la parte inferior

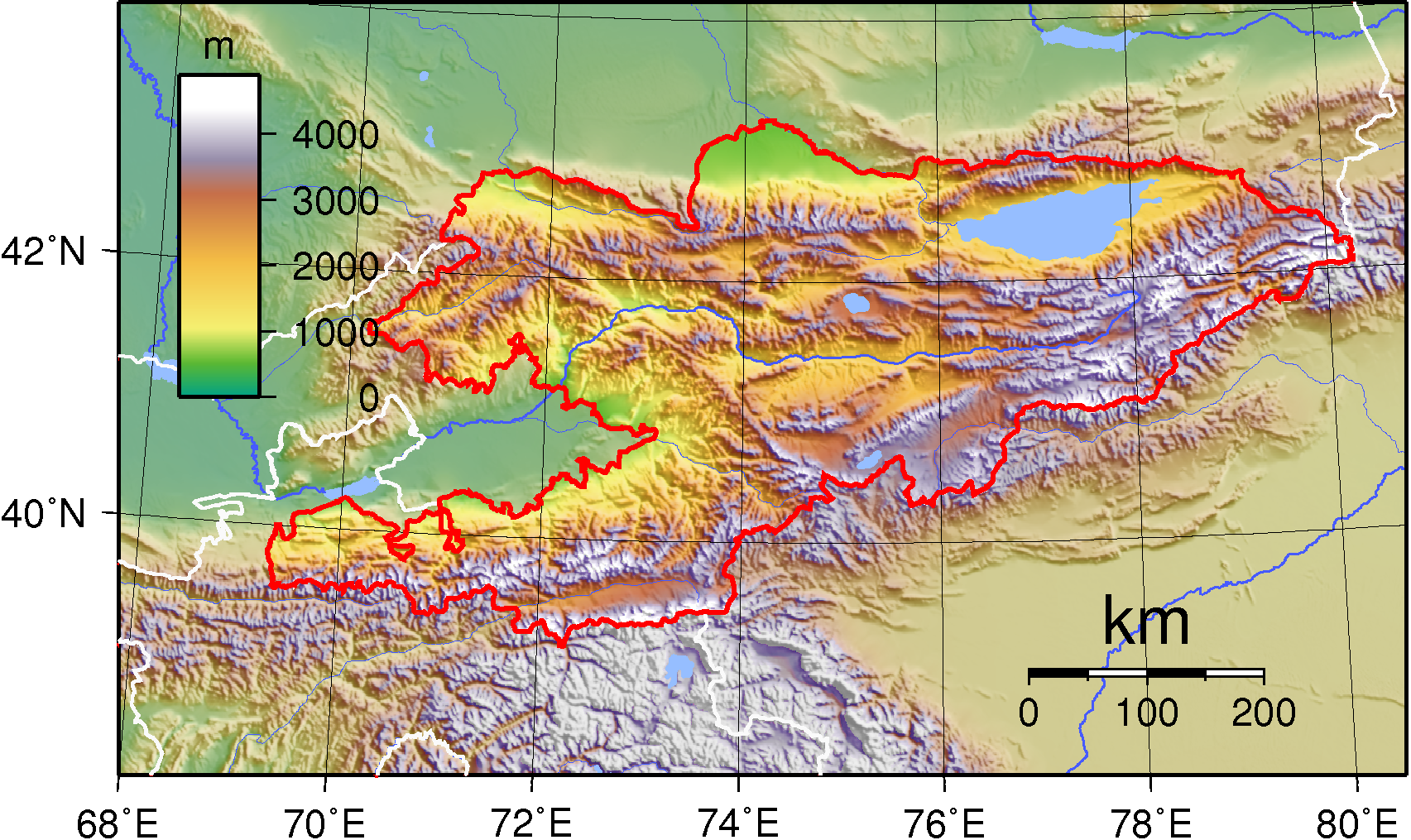
Mapa de Kirguistán (fronteras marcadas en rojo) El entrante en el oeste es el valle de Fergana

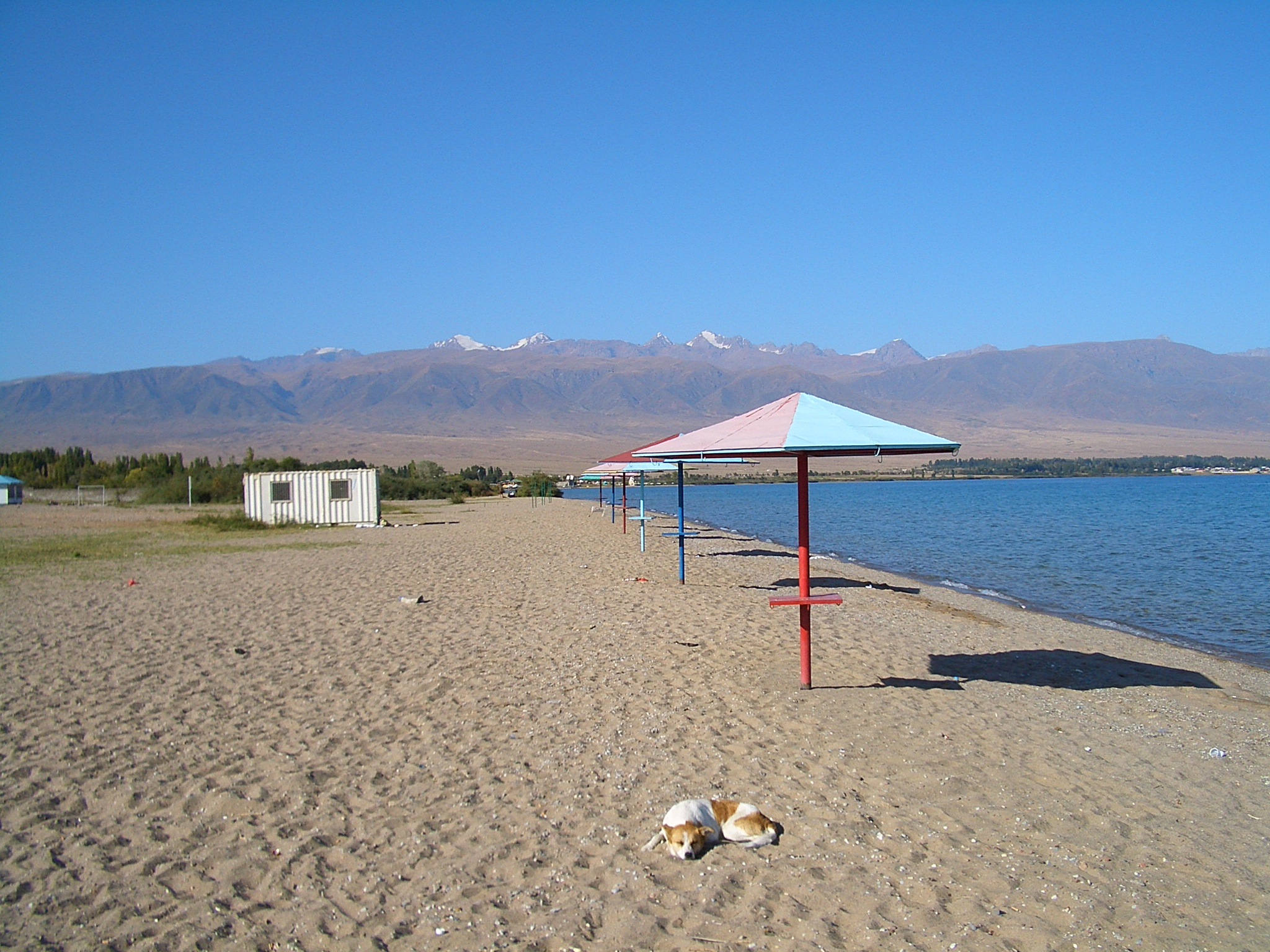
Los picos nevados de los Kengey Alatau vistos desde una playa del lago Issyk-Kul

Los montes Tian tienen varias cordilleras que a veces se consideran cordilleras independientes.
En China, los montes Tian se inician al norte de la ciudad de Kumul (Hami), con las montañas en forma de U de Barkol, localizadas a alrededor de 600 a 400 km al este de Ürümqi.Siguen después las Bogda Shan (montañas dios) corren desde los 350 a 40 km al este de Urumqi. Luego hay un área baja entre Urumqi y la depresión de Turfan. Las montañas Borohoro comienzan justo al sur de Urumchi y discurren al oesnoroeste unos 450 km, separando Zungaria de la cuenca del río Ili. Su extremo norte linda con las montañas de Zungaria, una pequeña cordillera de unos 450 km que corre de este a noreste a lo largo de la frontera entre China y Kazajistán. Empiezan a 50 km al este de Taldykorgan, en Kazajistán, y terminan en la Puerta de Zungaria. Las montañas de Zungaria, en el norte, (¿nombre?), en el medio y la cordillera Borohoro, en el sur, dibujan una Z o S invertidas, el noreste encerrando parte de Zungaria y el suroeste encerrando la parte superior del valle del Ili.
En Kirguistán, la línea principal de las Tian continúa unos 570 km como (¿nombre?) desde la base de los Borohoros occidentales hasta el punto en que se encuentran China, Kazajistán y Kirguistán. Aquí está la parte más alta de la cordillera —las Tian Shan centrales, con unos 570 km, en la que están el pico Pobeda y el Khan Tengri. Al oeste de esta, el Tian Shan se divide bordeando un "ojo", el lago Issyk-Kul que está en el centro. El lado sur del lago es el Alatau Terskey y el lado norte la Kyungey Ala-Too (la sombría y soleada Ala-Too). Al norte de la Kyungey Ala-Too y paralela a ella está la Alatau Trans-Ili, en Kazajistán, al sur de Almaty. Al oeste del ojo, la cordillea continúa 400 km como el Kyrgyz Ala-Too, separando la provincia Chui del óblast de Narin y luego Kazajistán de la provincia de Talas. Esta óblast es el valle alto del río Talas, el lado sur de los 200 km de las montañas Talas Ala-Too ('Ala-too', es la ortografía kirguís de Alatau). En el extremo este de las Talas Alatau, la cordillera Suusamyr Too corre hacia el sureste encerrando el valle Suusamyr o meseta.
En cuanto a la zona al sur del valle de Fergana, hay un grupo de montañas de 800 km que se curva al oeste-suroeste desde el sur del lago Issyk-Kul, separando la cuenca de Tarim del valle de Fergana. La cordillera de Fergana corre al noreste hacia las Talas Ala-Too y separa la cuenca alta del río Naryn de la pria Fergana. El lado sur de estas montañas se funde en los Pamires, en Tayikistán (montañas Alay y cordillera Trans-Alai). Al oeste de esta está la cordillera de Turkestán, que continúa casi hasta Samarcanda.

### Hidrografía

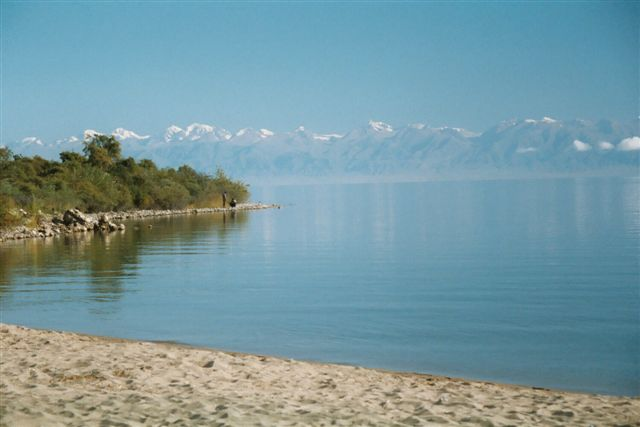
Vista de la costa sur del lago Issyk-Kul (de 6236 km² a una altitud de 1606 m), segundo mayor lago de montaña en el mundo después del lago Titicaca.

Hay 15 953 glaciares en las montañas, con una superficie total de 15 416,41 km², que representan un volumen de hielo de 1048,247 km³. De estos glaciares, 9081 (el 57 % de los glaciares del macizo) están en territorio chino, con un área de 9235,96 km² (el 59,9 % de la superficie de los glaciares del macizo) y con un volumen de hielo 1011,748 km³ (el 96,5 % de toda la masa de hielo).
Los ríos más importantes que nacen en los montes Tian son los ríos Syr Darya (3078 km) y el Ili (1001 km), además de muchos de los ríos que alimentan el largo río Tarim (2030 km) —Kaxgar (765 km), Muzat, Toxhan o Aksu (282 km)—, que discurre por la vertiente meridional de esas montañas, aunque nace en las montañas Kunlum. Otro río importante que nacen en la vertiente meridional es el río Kaidu (de 490 km que desgua en el lago Bosten).
El cañón de Aksu es un accidente notable localizado en el noroeste de las Tian Shan.

### Geología
Desde el Precámbrico (600 millones de años), las montañas Tian han pasado del estado de antiguo continente a la de antiguo mar, elevándose en montañas erosionadas en penillanura, después elevadas de nuevo en altas montañas. Movimientos tectónicos recientes han jugado un papel decisivo en la configuración actual de estas montañas, formando enormes cadenas y cuencas con fallas () y terrazas aluviales. Se han acumulado capas de sedimentos muy gruesas en las cuencas, erosionadas más tarde en barrancas, carcavas y acantilados que forman el gran paisaje de cañones rojos de la era Terciaria.

### Clima
Las montañas Tian son una división natural entre las zonas medio templadas y templadas cálidas de Sinkiang. Los flancos norte y sur del pico Tomur representan, respectivamente, diferencias muy claras en precipitación, suelo y vegetación. El clima del flanco norte es del tipo montañés semi-húmedo, mientras que el del flanco sur es semiárido.

## Naturaleza

### Fauna
El este de las Tian es el hogar de más de 400 especies animales, incluidas representantes de especies en peligro de extinción en diversos grados, como el onza o leopardo de las nieves (Uncia uncia; IUCN 2009; CITES 2007), el cisne cantor (Cygnus cygnus; IUCN 2009; CITES 2007), el ciervo rojo (Cervus elaphus; IUCN 2009), el Podoce de Biddulph (Podoces biddulphi; IUCN 2009), el argali (Ovis ammon; IUCN 2009), la cabra sibirica (Capra sibirica; IUCN 2009), entre otras.
La población total de leopardos de las nieves que se encuentran en Asia Central y Asia del Sureste es de aproximadamente 2500 ejemplares, incluyendo más de 1650 en Sinkiang. En las laderas del pico Tomur (Jengish Chokusu) se encuentran más de 600, soportados por buenas poblaciones de especies presa como el argali y el ibex.

### Flora
El este de la cordillera tiene la distribución botánica más completa en las Tian: desierto, estepas desérticas, arbustos, valles boscosos, bosques de frutos silvestres (manzana, albaricoque, nuez, ciruela, etc.) bosques mixtos de piceas y árboles de hoja caduca, poblaciones de Picea schrenkiana, cipreses y arbustos, praderas alpinas y glaciares y picos nevados. Incluye las principales formaciones ecológicas de Tian Shan, como Picea schrenkiana, Malus sieversii, Armenica vulgaris, Betula tianschanica, Populus tremula, Juniperus sabina, Juniperus pseudosabina, Tamarix ramosissima, Haloxylon ammodendron, Bothriochloa ischaemum, Thylacospermum caespitosum, etc. Tiene más de 1800 especies de plantas, incluyendo plantas en peligro de extinción (la orquídea Goodyera repens, por ejemplo; CITES 2007) y plantas endémicas (Saussurea involucrata, Tulipa sinkiangensi, etc.).
La Picea schrenkiana, fósil viviente por evolución biológica, es una antigua especie de árbol que data del Terciario y cuya distribución se limita a las Tian Shan. La reserva natural de Gongnaisi, en Xinjiang, tiene bastantes ejemplares de 70 m de altura, con 1,7 m de diámetro y de 50 m³ de volumen de madera.
Los bosques de frutos silvestres, incluidos los manzanos silvestres Malus sieversii, representan una riqueza genética excepcional y esencial en la lucha contra las enfermedades de todas las variedades cultivadas de la especie. De hecho, estas especies silvestres que cohabitan en el Tian Shan (Kazajistán y China, principalmente) muestran una inusual resistencia a las enfermedades, en especial a la sarna del manzano. Esta respuesta a la enfermedad es en sí misma una indicación segura de la riqueza de su genoma en comparación con la de sus descendientes domésticos.

### Protección del medio ambiente
La parte oriental de los montes Tian fue presentada por China como candidata a Patrimonio de la Humanidad de la Unesco en 2010, una presentación que incluía seis reservas naturales chinas: la reserva natural nacional del pico Tomur (N 41°50, E 80°20), la reserva natural nacional Kuerdening (N 43°10, E 83°00), el parque nacional Tianshan Tianchi (N 43°50, E 88°13), la reserva natural nacional de Bayinbuluke (N 44°40, E 88°50), el parque nacional de Sayram (N 42°50, E 84°15) y el parque nacional de Nalaty (N 43°15, E 84°00).
La reserva natural nacional del pico Tomur es la única reserva natural entre las veinticinco presentes en Sinkiang, cuyo fin es proteger los ecosistemas de montañas. Situada a seis kilómetros al sur del tripunto de las fronteras de China, Kazajistán y Kirguistán, comprende 2376 km² en el Xian de Wensu, parte de la región autónoma de Sinkiang. Cubre gran parte de las montañas Tian en territorio chino.
En 2013, el Comité de Patrimonio de la Humanidad de la Unesco, eligió, a propuesta de China, la parte oriental de las montañas Tian en la región de Sinkiang como Patrimonio Natural de la Humanidad. La parte occidental de las montañas Tian en la triple frontera de Kazajistán, Kirguistán y Uzbekistán fue elegida igualmente en 2016.

## Ecología
Los montes Tian tiene importantes bosques de abeto de Schrenk (Picea schrenkiana) a altitudes de más de 2000 m; las laderas tienen bosques naturales únicos de nogales de Persia y manzanas silvestres.
Los tulipanes (flores) se originaron en las montañas Tian Shan. De allí la planta fue llevada a Turquía por la Ruta De La Seda convirtiéndose en el símbolo del Imperio Otomano. (Referencia extrída de Great Courses: 'The Botanist's Eye'(DVD 2 capítulo 7) por la Dra. Catherine Kleier de California Polytechnic State University).

## Religión china
En el taoísmo Xiwangmu, la reina Madre de Occidente se cree que protegía los árboles de durazno de la inmortalidad en las montañas de Tian Shan.

## Galería

Montes Tian
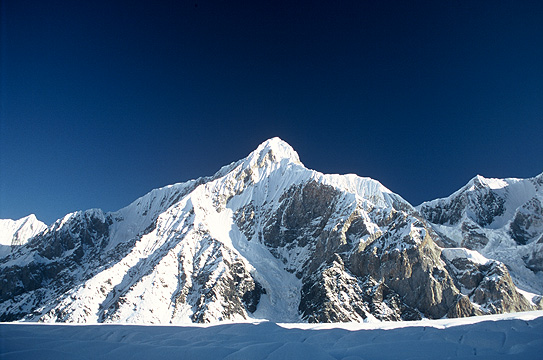
El pico Gorkiy visto a través del glaciar Inylchek Sur
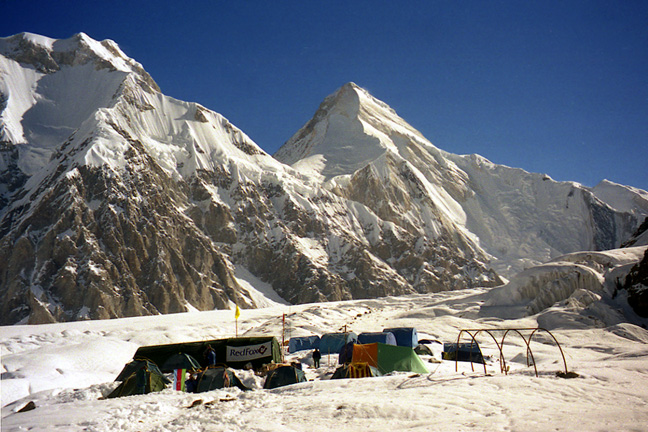
El campo base Inylchek Sur, con el Chapaev y el Khan Tengri a través del glaciar
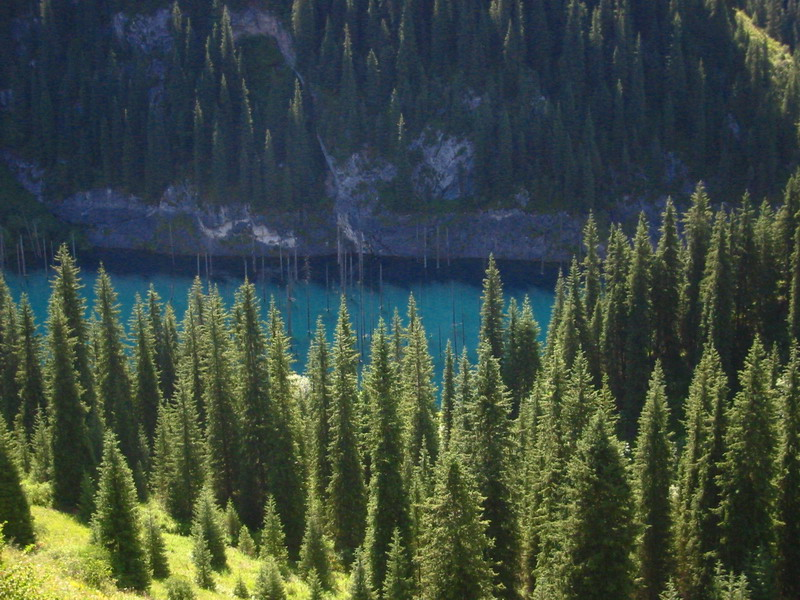
Bosque de Spruce de Schrenk
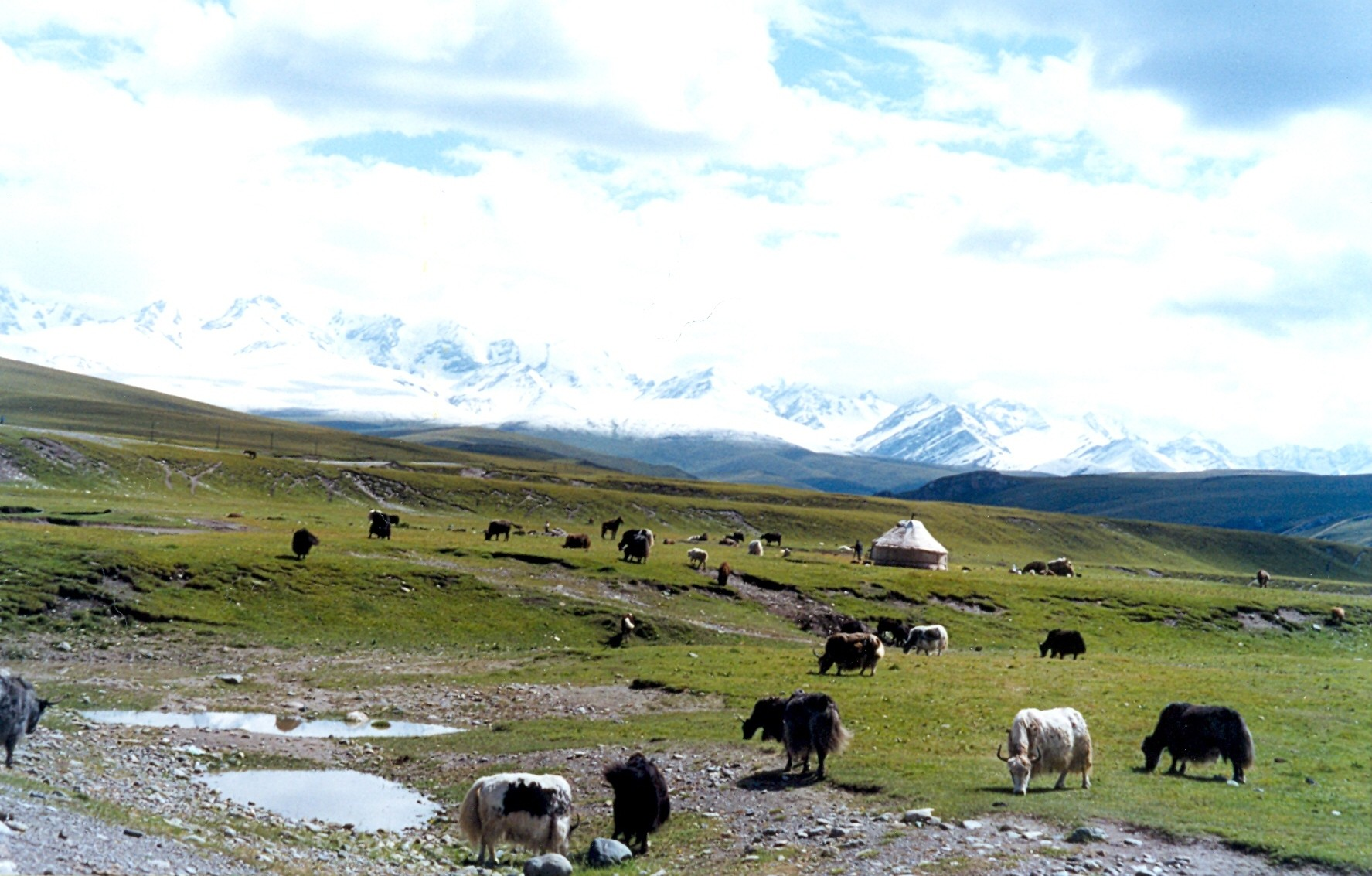
Yaks pastando, Sinkiang, China
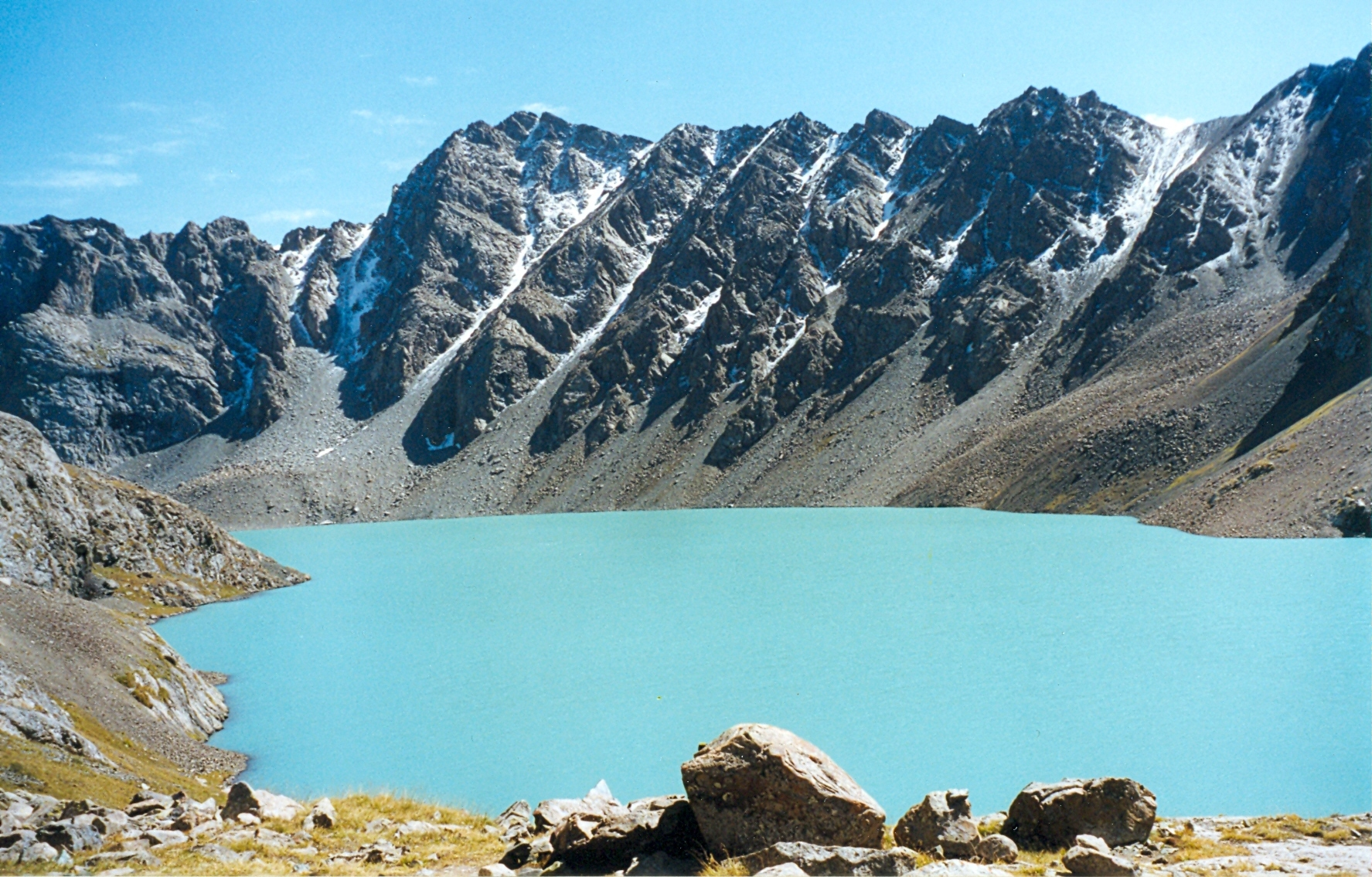
Ala Köl (lago), cordillera Terskey Alatau, Kirguistán
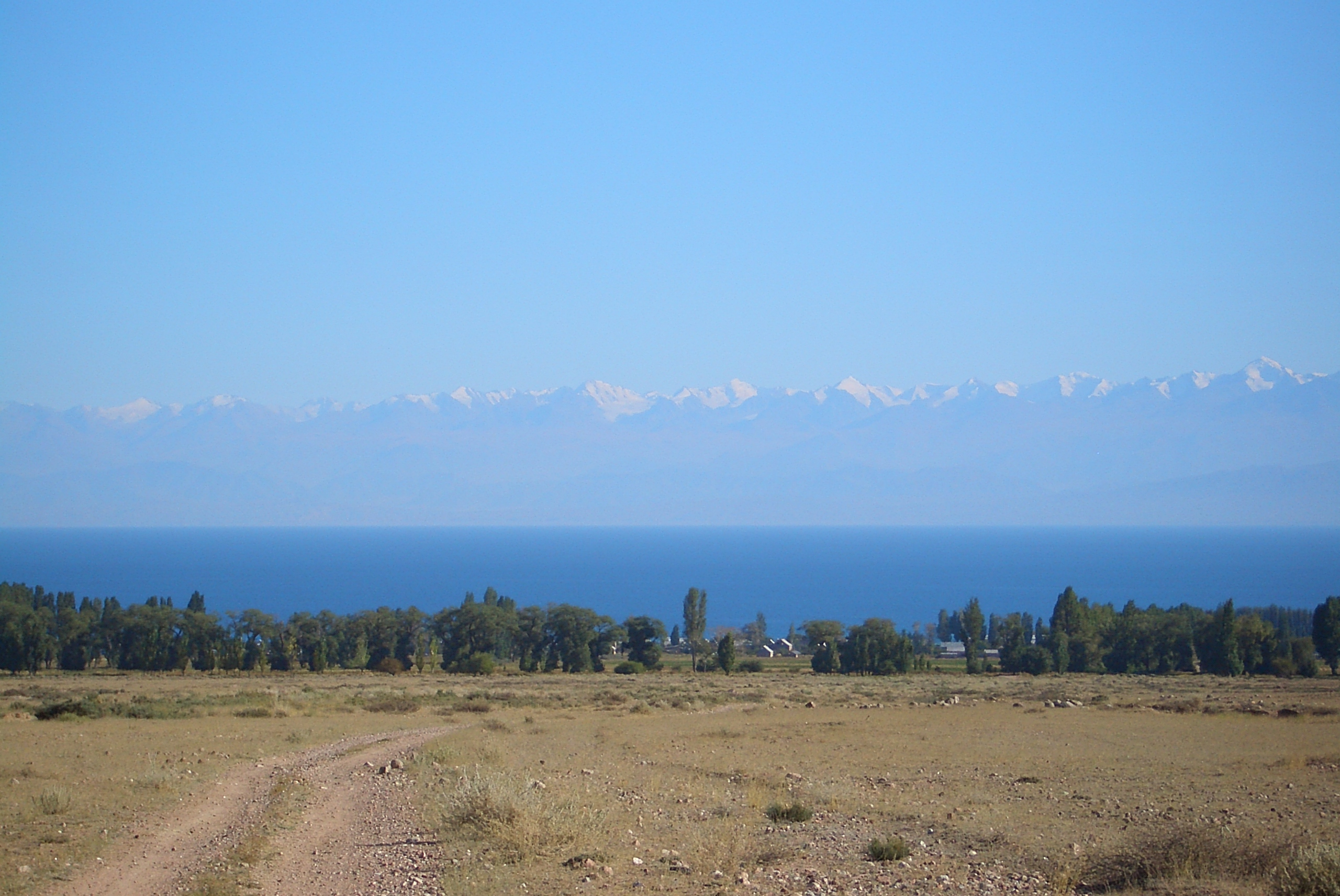
Cordillera Terskey Alatoo vista a través del lago Issyk-Kul
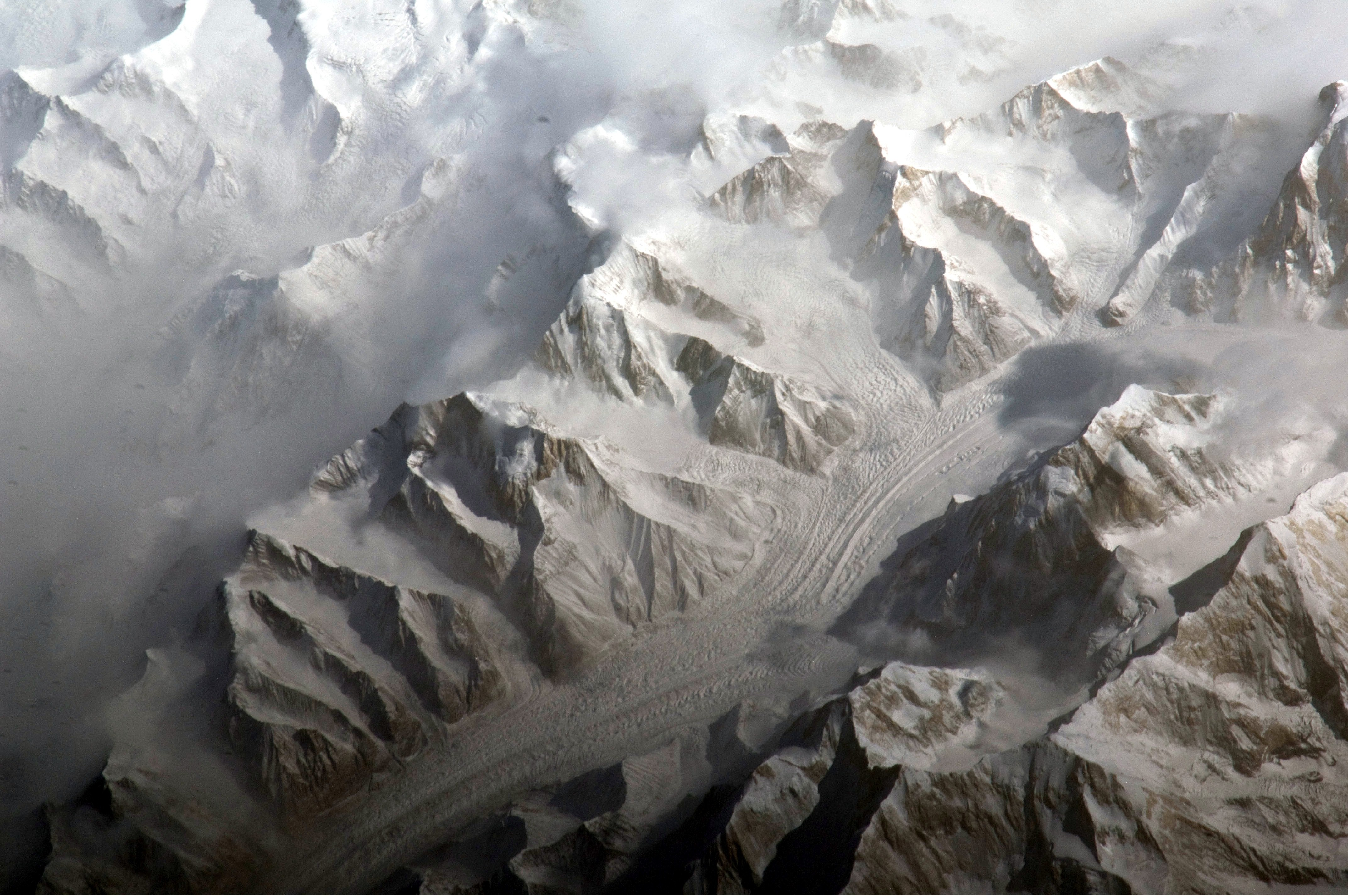
Foto desde el espacio de las Tian centrales.
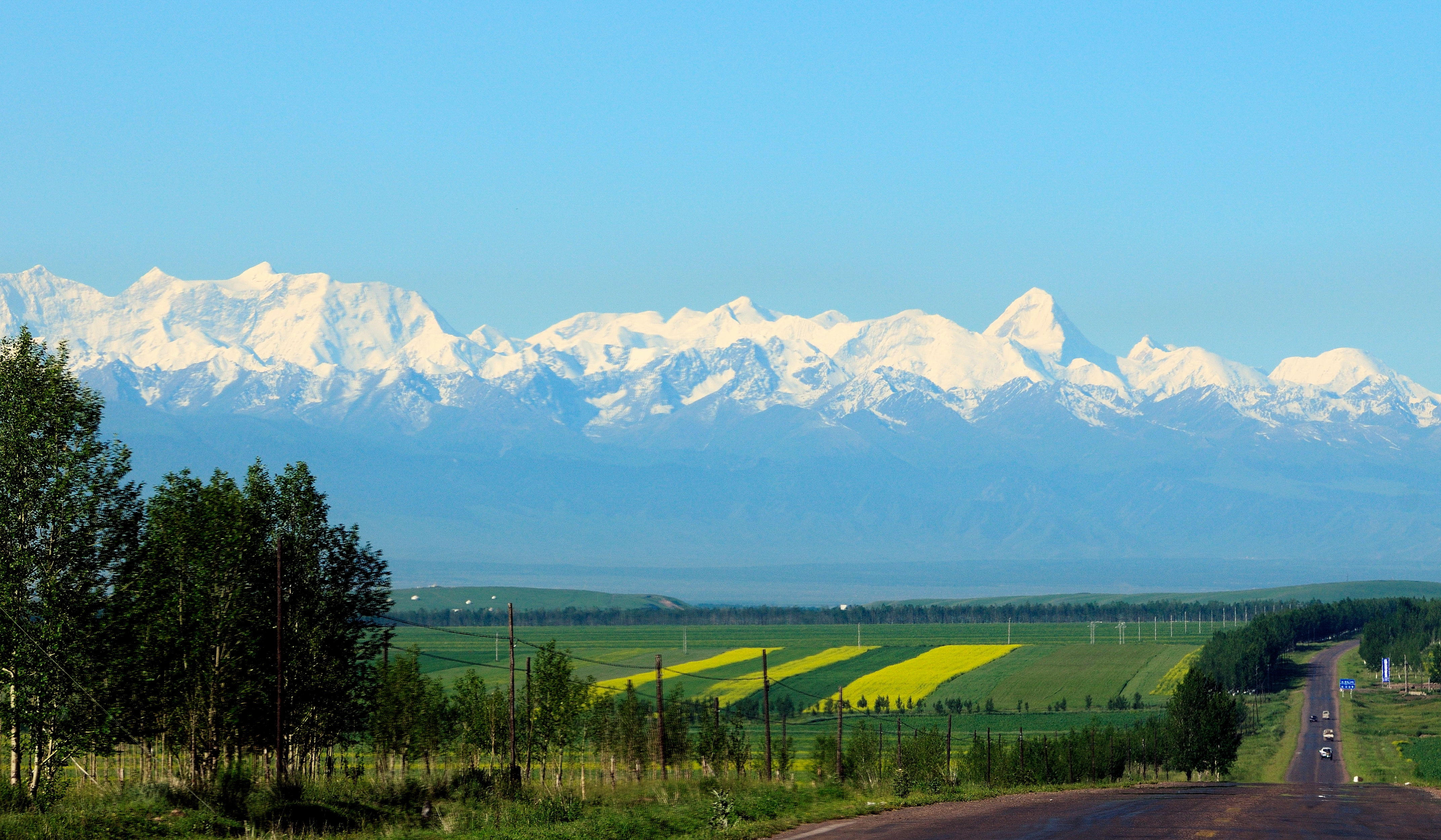
Vista de la Cordillera Tian Shan desde la carretera provincial china S313, destacan el Jengish Chokusu y el Khan Tengri.